# Adolphe Duport
Adolphe Duport, né le 26 janvier 1862 à Saint-Jean-d'Angély (Charente-Maritime) et mort le 5 février 1890 à Paris, est un homme politique français.

## Biographie
Propriétaire, est élu député de la Charente-Maritime, lors d'une élection partielle en janvier 1889 et siège avec les boulangistes. Il est conseiller général du canton de Saint-Porchaire de 1889 à 1890.